# Smaragdgyurgyalag
A smaragdgyurgyalag vagy keleti gyurgyalag (Merops orientalis) a madarak osztályának a szalakótaalakúak (Coraciiformes) rendjéhez, ezen belül a gyurgyalagfélék (Meropidae) családjához tartozó faj.

## Rendszerezése
A fajt John Latham angol ornitológus írta le 1802-ben.

## Alfajai
- Merops orientalis beludschicus Neumann, 1910
- Merops orientalis ceylonicus Whistler, 1944
- Merops orientalis cleopatra Nicoll, 1910
- Merops orientalis cyanophrys (Cabanis & Heine, 1860)
- Merops orientalis ferrugeiceps Anderson, 1879
- Merops orientalis muscatensis Sharpe, 1886
- Merops orientalis orientalis Latham, 1802
- Merops orientalis viridissimus Swainson, 1837[2] vagy Merops viridissimus[4]

## Előfordulása
Afganisztán, Banglades, Bhután, Kambodzsa, Kína, India, Irán, Laosz,  Mianmar, Nepál, Pakisztán, Srí Lanka, Thaiföld és Vietnám területén honos. Észlelték Görögországban is. Vonuló faj. 
A természetes élőhelye szubtrópusi és trópusi száraz erdők, szavannák, cserjések és sivatagok, valamint ültetvények, legelők és vidéki kertek.

## Megjelenése
Testhossza 16–18 centiméter, farok tollai 10 centiméteresek, testtömege 17,3–27 gramm.
|  |  |

## Életmódja
Rovarokkal táplálkozik, de gyümölcsöket is fogyaszt.

## Természetvédelmi helyzete
Az elterjedési területe rendkívül nagy, egyedszáma pedig növekvő. A Természetvédelmi Világszövetség Vörös listáján nem fenyegetett fajként szerepel.